# Deutsche Botschaft Luxemburg
Die Deutsche Botschaft Luxemburg ist die diplomatische Vertretung der Bundesrepublik Deutschland im Großherzogtum Luxemburg. 

## Lage und Gebäude
Die Kanzlei der Botschaft befindet sich am westlichen Rand des Zentrums der Stadt Luxemburg am Stadtpark von Luxemburg. Es handelt sich um ein schmuckloses, fünfgeschossiges Bürogebäude. Die Straßenadresse lautet: 20-22, avenue Emile Reuter, 2420 Luxemburg. Die Botschaft liegt nur einen Kilometer vom Außenministerium Luxemburgs entfernt.

## Auftrag und Organisation
Die Deutsche Botschaft Luxemburg hat den Auftrag, die deutsch-luxemburgischen Beziehungen zu pflegen, die deutschen Interessen gegenüber der Regierung von Luxemburg zu vertreten und die Bundesregierung über Entwicklungen in Luxemburg zu unterrichten.
In der Botschaft werden die Sachgebiete Politik, Wirtschaft sowie Kultur und Bildung bearbeitet.
Das Referat für Rechts- und Konsularaufgaben der Botschaft bietet deutschen Staatsangehörigen alle konsularischen Dienstleistungen und Hilfe in Notfällen an. Es besteht ein telefonischer Rufbereitschaftsdienst. Der konsularische Amtsbezirk der Botschaft umfasst ganz Luxemburg. Die Visastelle erteilt Einreiseerlaubnisse für in Luxemburg ansässige Staatsangehörige dritter Länder.

## Geschichte

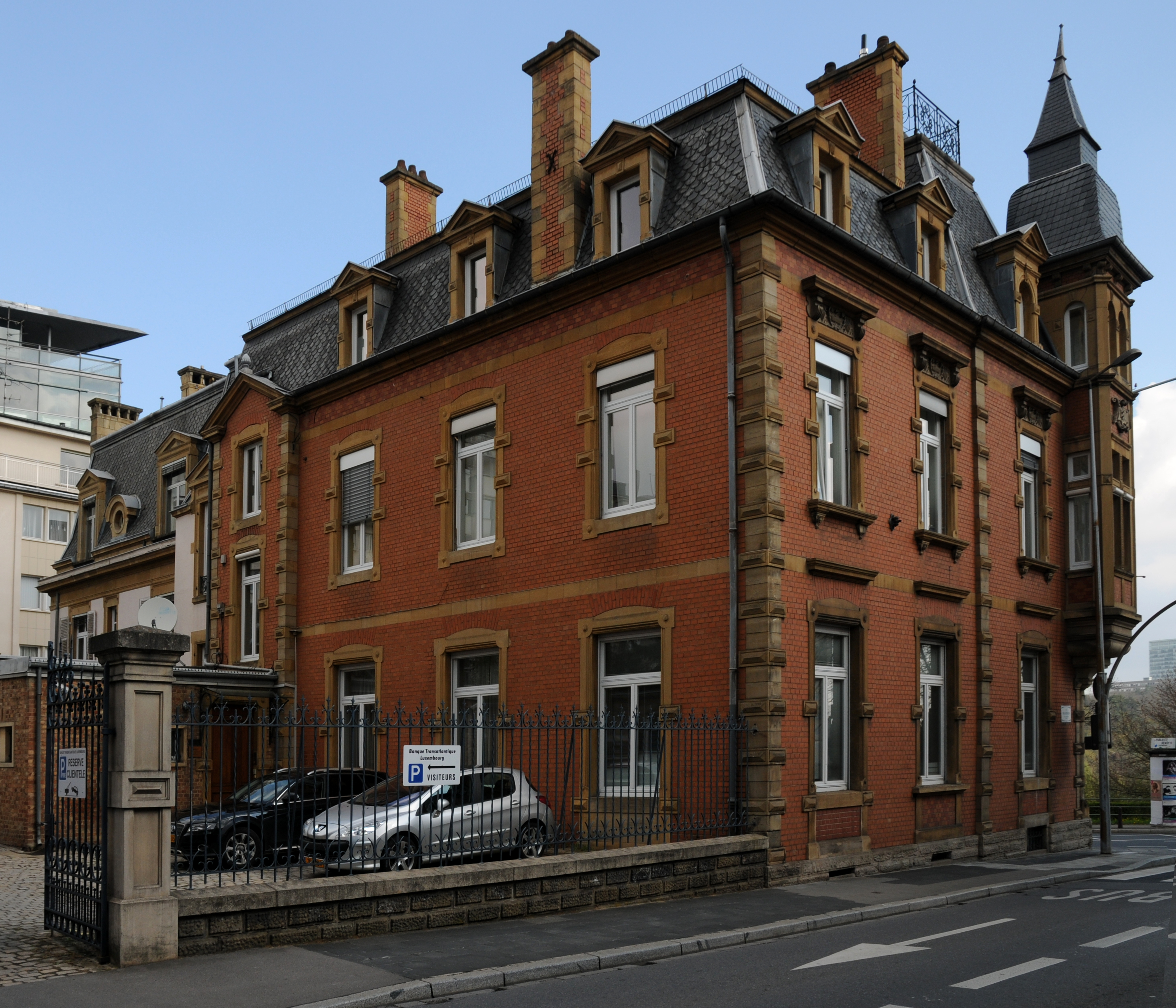
Ehemaliges Gebäude der Deutschen Botschaft in Luxemburg

Gesandte des Deutschen Reichs waren seit dem Jahr 1890 in Luxemburg ansässig. Im Ersten Weltkrieg besetzten deutsche Truppen von 1914 bis 1918 Luxemburg. Dabei wurde das damalige Gebäude der deutschen Botschaft als Großes Hauptquartier genutzt. Auch im Zweiten Weltkrieg wurde Luxemburg (im Mai 1940) von deutschen Truppen besetzt.
Die Bundesrepublik Deutschland eröffnete am 13. April 1951 ein Generalkonsulat in Luxemburg, das am 23. April 1951 in eine Gesandtschaft und am 11. April 1956 in eine Botschaft umgewandelt wurde.
Die DDR und Luxemburg nahmen am 5. Januar 1973 diplomatische Beziehungen auf. Bis zum Beitritt der DDR zur Bundesrepublik Deutschland waren deren Botschafter in Brüssel (Belgien) in Luxemburg nebenakkreditiert.